# アカネズミ
アカネズミ（赤鼠、Apodemus speciosus）は、ネズミ目（齧歯目）ネズミ科 アカネズミ属 に属する小型のネズミ類の1種である。日本固有種であり北海道から九州までの全域に分布している。

## 形態
体色は口吻から尾の先端まで背側は橙褐色、 腹側は白である。頭胴長は80-140mm、尾長は70-130mm、後足長は22-26mm、体重は20-60gである。乳頭式は2＋0＋2=8。同属のヒメネズミに比べ、尾長は頭胴長とほぼ等しいかそれより短く、後足長は長い。黒部川と天竜川を境にして、東には染色体数2n=48、西には染色体数2n=46の個体群が生息する。北海道産の個体は、ひとまわり大きい。
ヒメネズミとの識別は難しく、頭骨標本を作成して頬骨弓が丸みを帯び前方へ膨らんでいることを確認するのが確実であるとされる。その他には、頭蓋骨の長さ、尾長と後足長の比などが挙げられる。生時の簡便な識別方法としては、「眼球間最大幅—眼球間最小幅」と「眼球直径」の比をとる方法が提唱されている。

## 生態
低地から高山帯までの森林や田畑のあぜ、川原のやぶなどに生息する。夜行性で地表を中心に活動をする。単独で行動し地中に巣穴を掘る。主に植物の種子や根茎などを食べるが、昆虫を捕食することもある。岩陰などの狭い空間を好み、食物をそのような所へ運んで、前足で持ちながら食べる。クルミを食べる時は殻に2つの穴を開けて中身を食べるため、特徴のある食痕が残る。秋にはドングリやクルミを巣穴や岩陰などの狭い空間や、地中に貯蔵する習性がある。
後足の筋肉が発達していて、行動範囲は1日あたり数kmにわたる。

## 分類
本種は生息する島によって形態的な変異が大きく、それぞれを亜種（または独立種）とする説もある。
- ホンドアカネズミ A. s. speciosus
- サドアカネズミ A. s. sadoensis - 佐渡島
- オオシマアカネズミ A. s. insperatus - 伊豆大島
- ミヤケアカネズミ A. s. miyakensis  - 三宅島 小型で毛色が濃く、腹部が茶褐色になる。東京都版レッドデータブックではCランク。
- オキアカネズミ A. s. navigator - 隠岐諸島
- ツシマアカネズミ A. s. tusimaensis - 対馬
- セグロアカネズミ A. s. dorsalis - 屋久島
- エゾアカネズミ A. s. ainu - 北海道　本州産より大型になる。

現在の分類では、それぞれを地域的な変異と考え、亜種を無効（または本種のシノニム）として Apodemus speciosus 1種とする説が有力である。

## 近縁種
北海道には、朝鮮半島からシベリア東部にかけて生息するハントウアカネズミ Apodemus peninsulae の亜種であるカラフトアカネズミ A. p. giliacus も生息している。アカネズミよりもひとまわり小さい。アカネズミと同様の生態だが、同じ場所に生息している場合、アカネズミが森林に、カラフトアカネズミが草原や藪に住む。